# 서울올림픽주경기장
서울올림픽주경기장(서울올림픽主競技場, Seoul Olympic Stadium)은 대한민국 서울특별시에 있는 스포츠 시설이다. 천연잔디 필드와 우레탄 트랙이 갖춰진 경기장, 1984년 9월에 준공되었다. 스포츠 경기장 종합 단지인 서울종합운동장내에 있는 관중석 69,950석 규모로 건설되었으며, 최대 10만 명 수용이 가능한 대한민국 최대 규모의 경기장이다. '잠실올림픽주경기장'이라는 이름으로도 알려져 있으며, 서울종합운동장 주경기장, 잠실종합운동장 주경기장, 올림픽주경기장, 잠실주경기장 등 여러 명칭으로 불리고 있다. 2015년부터 서울 이랜드 FC의 홈경기장으로 사용되고 있으며, 서울 이랜드의 홈경기시 가변좌석을 설치해 운영한다.
서울 지하철 2호선, 서울 지하철 9호선 종합운동장역과 연결되며, 주변에 보조경기장을 비롯해 잠실야구장과 수영장, 여러 체육관들이 자리하고 있다.

## 역사

### 건설

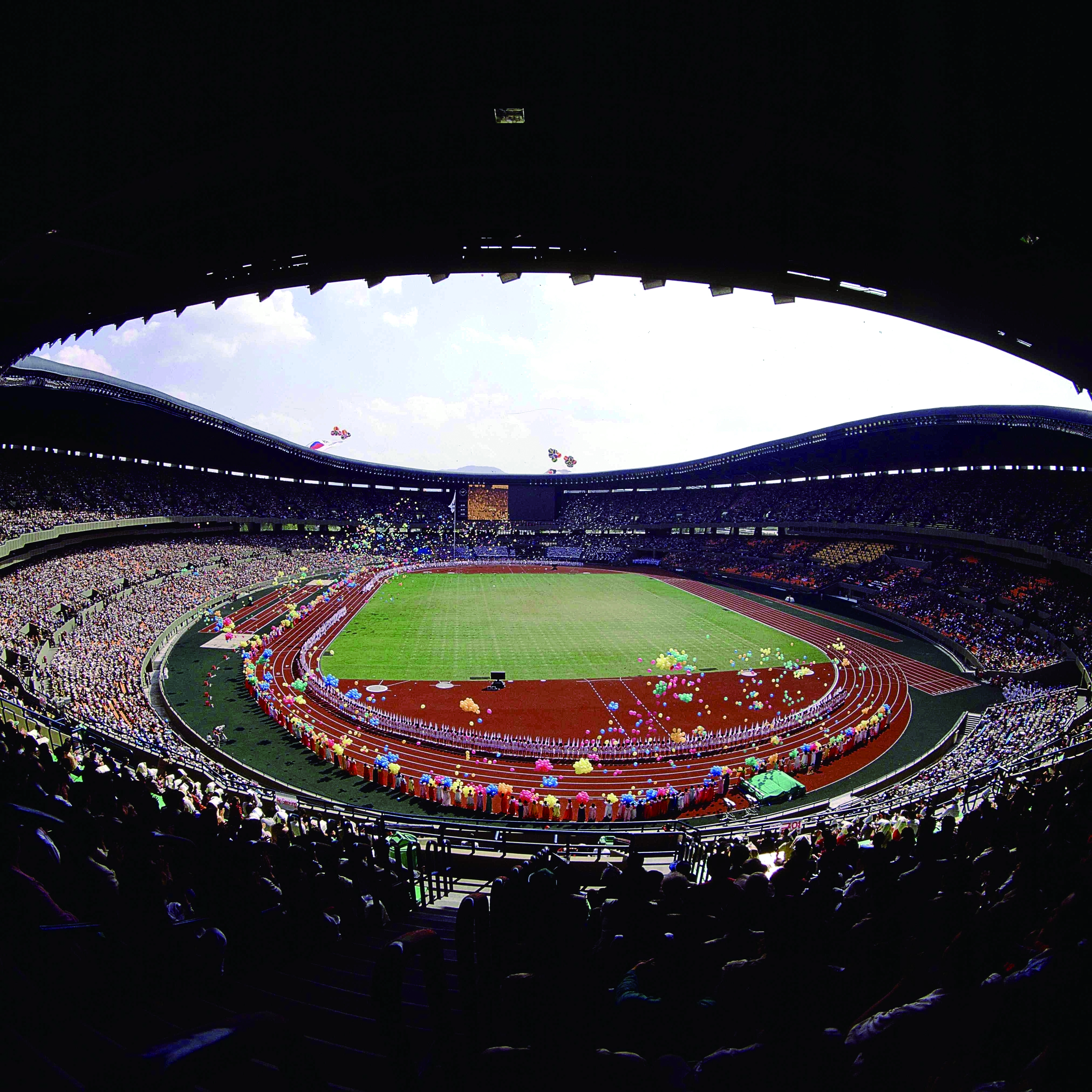
1984년 9월 29일 경기장 개장식 풍경

'서울운동장'으로 불렸던 기존의 동대문운동장을 대체하고, 1986년 아시안 게임과 1988년 하계 올림픽에서 주경기장으로 사용하기 위해 서울종합운동장건설계획에
1976년 9월 서울종합운동장건설계획이 수립되었다. 건축가 김수근이 설계를 맡았으며 조선백자의 곡선미에 착안하여 외관 디자인을 하였다. 같은 해 11월 공사계약이 체결되고 실제 공사는 1977년 11월 28일에 착공하였으며 12월 20일에 구자춘 당시 서울시장등이 참석한 기공식을 가졌다.(기공식은 공사 시작을 알리는 행사의 의미로 실제 계약서 등등에 공식 기재되는 법적인 공사 착공 일자와는 일치 안 할 수 있음.) 그 해 기초지주공사를 시작으로 1978년 11월 실제 경기장 건축물 본공사에 착수하였으며 건립 당시에는 남서울운동장으로 불리었으나 1978년 서울종합경기장으로 개칭되었다.
공사기간 7년을 거쳐 1984년 9월 29일 오후 1시 20분, 국내외 귀빈들이 참석한 가운데 테이프 커팅과 함께 화려한 개장식을 가지며 공식 개장하였다.

### 올림픽 이후
서울월드컵경기장이 건설되기 전까지 대한민국 축구 국가대표팀이 월드컵 예선 등 주요 A매치를 개최한 대한민국 축구의 성지이기도 했다. 현재 서울 국제 마라톤을 비롯한 각종 육상 경기와 축구 대회, 대형 콘서트 등이 열리고 있다. 과거 챌린저스리그 서울 유나이티드의 홈구장으로 사용되었으며 2008년 10월 10일부터 10월 30일까지 서울디자인올림픽을 개최하기도 하였다.
그러나 준공 후 30년을 넘기면서 시설 노후화 문제가 꾸준히 제기되어 왔고, 외부 공간이 주차장 위주로만 비효율적으로 사용돼 공간을 재편해야 한다는 의견이 제기되었다. 2012년에는 28년 만에 한지형 잔디로 교체하고, 라커룸을 보수하는 등의 리모델링을 거쳤다.
2018년 1월, 서울특별시청은 2025년까지 서울종합운동장의 '도심형 스포츠·문화 콤플렉스' 리모델링 프로젝트를 추진하면서, 올림픽주경기장 역시 규모를 축소하고 리모델링하는 등의 공사를 거칠 것이라고 밝혔다. 이에 따르면 관람석은 7만석에서 5만석으로 축소되고, 그라운드 높이를 1.5m 낮추며, 스카이 데크를 설치하는 등의 구조변화가 이뤄지며 주경기장 부근에 유스호스텔과 생활경기장이 신축될 예정이다. 리모델링 설계작업은 국내외 건축가 8개 팀이 참가하며 2018년 5월에 최종 확정된다.

## 스포츠

### 축구
1984년 9월 29일 한일 정기전이 개최된 이후 대한민국 축구 국가대표팀이 월드컵 예선 등 주요 A매치를 개최한 대한민국 축구의 성지로 자리잡았으며, 2000년 5월 28일에 유고슬라비아 축구 국가대표팀과의 경기를 마지막으로 중단되었다가, 2013년 7월 28일에 개최된 2013년 EAFF 동아시안컵 한일전으로 국가대표팀 축구 경기가 재개되었다.
1984년 개장 이후 1987년 4월 22일 럭키금성과 포항제철과의 경기를 시작으로 서울올림픽주경기장을 메인 홈구장으로 하는 구단 없이 불규칙적으로 프로축구의 리그 경기와 올스타전 등이 개최되었으며 2000년에 5월 5일 부천 SK와 전남 드래곤즈의 K리그 리그컵 결승전 경기를 마지막으로 중단되었다. 이후 K3리그 서울 유나이티드가 홈구장으로 사용했으나 임대료와 대관 일정 문제로 2012년 이후 사용을 중단했다.
그러나 2015년부터 K리그2에서 활동하는 서울 이랜드 FC의 홈구장으로 사용하면서 다시 프로축구 경기들이 개최되고 있다.

### 주요 경기

#### 1986년 아시안 게임 축구
| 날짜            | 팀 1           | 스코어      | 팀 2           | 라운드 |
| --------------- | -------------- | ----------- | -------------- | ------ |
| 1986년 10월 1일 | 아랍에미리트   | 2(3) - 2(4) | 인도네시아     | 8강    |
| 1986년 10월 1일 | 사우디아라비아 | 1(9) - 1(8) | 이라크         | 8강    |
| 1986년 10월 3일 | 인도네시아     | 0 - 4       | 대한민국       | 4강    |
| 1986년 10월 3일 | 사우디아라비아 | 2(5) - 2(4) | 쿠웨이트       | 4강    |
| 1986년 10월 3일 | 대한민국       | 2 - 0       | 사우디아라비아 | 결승전 |

#### 1987년 대통령배 국제축구대회
| 날짜            | 팀 1           | 스코어      | 팀 2           | 라운드 |
| --------------- | -------------- | ----------- | -------------- | ------ |
| 1987년 6월 19일 | 대한민국 A팀   | 3 - 1       | 대한민국 B팀   | 준결승 |
| 1987년 6월 19일 | 오스트레일리아 | 0(4) - 0(3) | 이집트         | 준결승 |
| 1987년 6월 19일 | 대한민국 A팀   | 1(5) - 1(4) | 오스트레일리아 | 결승   |

#### 1988년 대통령배 국제축구대회
| 날짜            | 팀 1               | 스코어      | 팀 2                 | 라운드     |
| --------------- | ------------------ | ----------- | -------------------- | ---------- |
| 1988년 6월 16일 | 대한민국 A팀       | 5 - 1       | 세리에 C U-21 선발팀 | A조        |
| 1988년 6월 16일 | 미국 올림픽 대표팀 | 0 - 1       | 소련 B팀             | C조        |
| 1988년 6월 26일 | 체코슬로바키아     | 0(4) - 0(3) | 대한민국 A팀         | 준결승     |
| 1988년 6월 26일 | 소련 B팀           | 1 - 0       | 이와냐누 나티오날레  | 준결승     |
| 1988년 6월 28일 | 대한민국 A팀       | 3 - 2       | 이와냐누 나티오날레  | 3위 결정전 |
| 1988년 6월 28일 | 체코슬로바키아     | 2 - 1       | 소련 B팀             | 결승       |

#### 1988년 하계 올림픽 축구
| 날짜            | 팀 1     | 스코어      | 팀 2   | 라운드        |
| --------------- | -------- | ----------- | ------ | ------------- |
| 1988년 9월 27일 | 서독     | 1(2) - 1(3) | 브라질 | 4강           |
| 1988년 9월 30일 | 이탈리아 | 0 - 3       | 서독   | 동메달 결정전 |
| 1988년 10월 1일 | 소련     | 2 - 1       | 브라질 | 결승전        |

#### 1989년 대통령배 국제축구대회
| 날짜            | 팀 1          | 스코어 | 팀 2           | 라운드   |
| --------------- | ------------- | ------ | -------------- | -------- |
| 1989년 6월 16일 | 대한민국 청룡 | 1 - 1  | 미국 U-21      | A조      |
| 1989년 6월 16일 | 헝가리 U-21   | 1 - 1  | SL 벤피카      | A조      |
| 1989년 6월 26일 | SL 벤피카     | 0 - 3  | 브뢴뷔 IF      | 결승리그 |
| 1989년 6월 26일 | 대한민국 청룡 | 0 - 0  | 체코슬로바키아 | 결승리그 |

#### 1991년 대통령배 국제축구대회
| 날짜            | 팀 1          | 스코어      | 팀 2               | 라운드 |
| --------------- | ------------- | ----------- | ------------------ | ------ |
| 1991년 6월 7일  | 대한민국 청룡 | 0 - 0       | 이집트             | A조    |
| 1991년 6월 7일  | 몰타          | 3 - 0       | 인도네시아         | A조    |
| 1991년 6월 14일 | 대한민국 청룡 | 0(4) - 0(3) | 오스트레일리아     | 준결승 |
| 1991년 6월 14일 | 이집트        | 2 - 1       | 소련 올림픽 대표팀 | 준결승 |
| 1991년 6월 14일 | 대한민국 청룡 | 2 - 0       | 이집트             | 결승   |

#### 1993년 대통령배 국제축구대회
| 날짜            | 팀 1        | 스코어 | 팀 2               | 라운드 |
| --------------- | ----------- | ------ | ------------------ | ------ |
| 1993년 6월 19일 | 대한민국    | 1 - 2  | 이집트             | A조    |
| 1993년 6월 19일 | 아틀란테 FC | 0 - 0  | 중국 올림픽 대표팀 | A조    |
| 1993년 6월 28일 | 이집트      | 1 - 0  | 대한민국           | 결승   |

#### 1995년 코리아컵 국제축구대회
| 날짜           | 팀 1       | 스코어 | 팀 2      | 라운드 |
| -------------- | ---------- | ------ | --------- | ------ |
| 1995년 6월 3일 | 대한민국   | 2 - 0  | 리우 선발 | A조    |
| 1995년 6월 3일 | 코스타리카 | 2 - 2  | 킬마녹 FC | A조    |

#### 1997년 코리아컵 국제축구대회
| 날짜            | 팀 1         | 스코어 | 팀 2         | 라운드 |
| --------------- | ------------ | ------ | ------------ | ------ |
| 1997년 6월 12일 | 유고슬라비아 | 3 - 1  | 가나         | 1차전  |
| 1997년 6월 12일 | 대한민국     | 3 - 1  | 이집트       | 1차전  |
| 1997년 6월 16일 | 이집트       | 2 - 0  | 가나         | 3차전  |
| 1997년 6월 16일 | 대한민국     | 1 - 1  | 유고슬라비아 | 3차전  |

#### 1999년 코리아컵 국제축구대회
| 날짜            | 팀 1     | 스코어 | 팀 2       | 라운드 |
| --------------- | -------- | ------ | ---------- | ------ |
| 1999년 6월 12일 | 대한민국 | 1 - 1  | 멕시코     | 1차전  |
| 1999년 6월 15일 | 대한민국 | 0 - 0  | 이집트     | 2차전  |
| 1999년 6월 19일 | 대한민국 | 1 - 1  | 크로아티아 | 3차전  |

#### 2013년 EAFF 동아시안컵
| 날짜            | 팀 1           | 스코어 | 팀 2           | 라운드    |
| --------------- | -------------- | ------ | -------------- | --------- |
| 2013년 7월 28일 | 오스트레일리아 | 3 - 4  | 중화인민공화국 | 결승 대회 |
| 2013년 7월 28일 | 대한민국       | 1 - 2  | 일본           | 결승 대회 |

#### 2013년 EAFF 여자 동아시안컵
| 날짜            | 팀 1                   | 스코어 | 팀 2           | 라운드    |
| --------------- | ---------------------- | ------ | -------------- | --------- |
| 2013년 7월 27일 | 조선민주주의인민공화국 | 1 - 0  | 중화인민공화국 | 결승 대회 |
| 2013년 7월 27일 | 대한민국               | 2 - 1  | 일본           | 결승 대회 |

## 콘서트
국내가수로는 1999년 H.O.T.를 시작으로 조용필, 이승철, 이문세, 아이유, 방탄소년단 등이 콘서트를 개최하였고, 해외가수로는 엘튼 존, 마이클 잭슨 등 유명가수들의 각종 공연 및 콘서트를 하기도 했다.

## 대중문화 속의 서울올림픽주경기장

### 영화
영화 《쉬리》에서 남북 친선 축구대회가 열리는 곳으로 등장한다.

### 애니메이션
바이클론즈

## 참고 문헌
- “서울올림픽주경기장”. 서울특별시체육시설관리사업소.
- 〈서울종합운동장〉. 《한국민족문화대백과사전》. 한국학중앙연구원.
- 〈서울종합운동장〉. 《두피디아》. 두산.
- 《전국 공공체육 시설 현황 (2017년말 기준)》. 대한민국 문화체육관광부. 2019.
- 《2019년 전국 공공체육시설 현황 (2018년말 기준)》. 대한민국 문화체육관광부. 2020.
- 《2020년 전국 공공체육시설 현황 (2019년말 기준)》. 대한민국 문화체육관광부. 2021.
- 《2022년 전국 공공체육시설 현황 (2021년말 기준)》. 대한민국 문화체육관광부. 2023.
- 《2023 전국 공공체육시설 현황 (2022년 12월말 기준)》. 대한민국 문화체육관광부. 2024.

## 같이 보기
- 서울종합운동장
- 서울종합운동장 보조경기장
- 1988년 하계 올림픽